# Kozarivka, Bar
Kozarivka (în ucraineană Козарівка) este un sat în comuna Mîhalivți din raionul Bar, regiunea Vinnița, Ucraina.

## Demografie
Componența lingvistică a localității Kozarivka
     Ucraineană (99,73%)
     Alte limbi (0,27%)
Conform recensământului din 2001, majoritatea populației localității Kozarivka era vorbitoare de ucraineană (99,73%), existând în minoritate și vorbitori de alte limbi.